# Charlie Schlatter

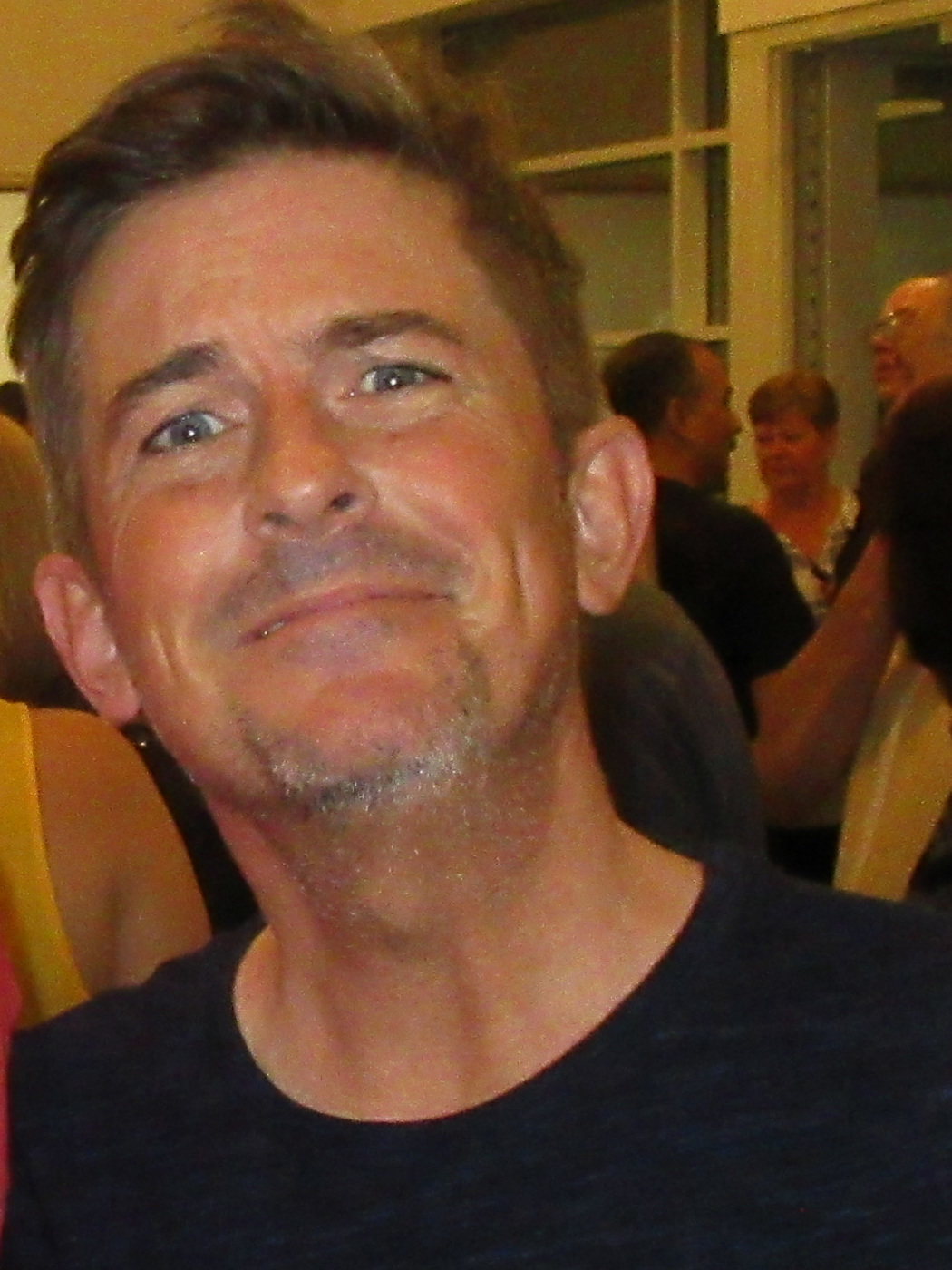
Charlie Schlatter (2018)

Charles Thomas Schlatter (* 1. Mai 1966 in Englewood, New Jersey) ist ein US-amerikanischer Schauspieler und Synchronsprecher.

## Leben
Charles Schlatter wuchs in Fair Lawn, New Jersey auf. Er spielte bereits an der Memorial Junior High School Theater und machte später seinen Bachelor-Abschluss in Musical am Ithaca College. Bereits nach seinem Spielfilmdebüt im Jahr 1988 an der Seite von Michael J. Fox in Die grellen Lichter der Großstadt hatte Schlatter im selben Jahr bereits zwei Hauptrollen in den beiden Spielfilmen Endlich wieder 18 und Heartbreak Hotel. Internationale Bekanntheit erlangte er an der Seite von Dick Van Dyke in seiner Rolle als Dr. Jesse Travis in der Fernsehserie Diagnose: Mord, die er in 138 Episoden von 1995 bis 2001 verkörperte. Zu der Serie schrieb er mit der Episode A Resting Place auch ein Drehbuch.
Nachdem Schlatter für eine Episode der Zeichentrickserie Captain Planet als Synchronsprecher engagiert worden war, synchronisierte er ab 2000 vermehrt und zog sich stärker aus der Schauspielerei zurück. So lieh er seine Stimmen für Videospiele wie EverQuest II und Gothic 3 und für Zeichentrickserien wie Ben 10 und Cosmo und Wanda – Wenn Elfen helfen. Ursprünglich sollte Schlatter auch Fry in Futurama sprechen. Allerdings wurde er nach einem zweiten Vorsprechen durch Billy West ersetzt.
Von 1990 bis 1991 war Schlatter mit Jennifer Aniston, seiner Serienpartnerin aus Ferris Bueller, der Fernsehserie zum Kultfilm Ferris macht blau, liiert. Seit dem 7. Mai 1994 ist er mit der Publizistin Colleen Gunderson verheiratet, mit der er drei gemeinsame Kinder hat.

## Filmografie (Auswahl)

### Schauspiel
- 1988: Die grellen Lichter der Großstadt (Bright Lights, Big City)
- 1988: Endlich wieder 18 (18 Again!)
- 1988: Heartbreak Hotel
- 1989: The Delinquents – Sie sind jung und wollen frei sein (The Delinquents)
- 1990–1991: Ferris Bueller (Fernsehserie, 13 Folgen)
- 1992: Midnight Hero
- 1992: Heiße Nächte in L.A. (Sunset Heat)
- 1992: Stormy Weathers – Eine Detektivin schlägt zurück (Stormy Weathers)
- 1994: Palm Beach-Duo (Silk Stalkings, Fernsehserie, Folge 4x06)
- 1994: Police Academy 7 – Mission in Moskau (Police Academy: Mission to Moscow)
- 1995–2001: Diagnose: Mord (Diagnosis Murder, Fernsehserie, 138 Folgen)
- 1996: Ed – Die affenstarke Sportskanone (Ed)
- 1997, 2002: Ein Hauch von Himmel (Touched By An Angel, Fernsehserie, Folgen 3x29, 9x09)
- 2000: Die Sopranos (The Sopranos, Fernsehserie, Folge 2x11)
- 2004: Silly Movie 2.0 (Miss Cast Away)
- 2007: Out at the Wedding
- 2007: Resurrection Mary
- 2009: Exit 19 (Fernsehfilm)
- 2011: Fixing Pete (Fernsehfilm)
- 2013: Southland (Fernsehserie, Folge 5x06)
- 2014: Navy CIS (NCIS, Fernsehserie, Folge 11x22)
- 2016: Goliath (Fernsehserie, Folge 1x02)
- 2017: Feud (Feud: Bette and Joan, Fernsehserie, Folge 1x07)
- 2017: Treasure
- 2017: Shameless (Fernsehserie, Folge 8x07)
- 2019: Rag Doll
- 2021: For All Mankind (Fernsehserie, sieben Folgen)

### Synchronisation
- 1991: Captain Planet (Captain Planet and the Planeteers, Zeichentrickserie, eine Folge) – als Hoggish Greedly, Jr.
- 1992: Fish Police (Fernsehserie, sechs Folgen) – als Tadpole
- 2004: EverQuest II (Videospiel)
- 2005–2007: Loonatics Unleashed (Animationsserie, 26 Folgen) – als Ace Bunny
- 2005–2007: A.T.O.M.: Alpha Teens on Machines (Zeichentrickserie, zwölf Folgen) – als Hawk
- 2006–2007: Ben 10 (Zeichentrickserie, vier Folgen) – als Kevin Levin
- 2006: Gothic 3 (Videospiel)
- 2007–2008: The Batman (Zeichentrickserie, drei Folgen) – als The Flash
- 2007: Kim Possible (Zeichentrickserie, zwei Folgen)
- 2008–2009: Cosmo & Wanda – Wenn Elfen helfen (The Fairly OddParents, Zeichentrickserie, drei Folgen, verschiedene Rollen)
- 2010–2012: Kick Buttowski – Keiner kann alles (Kick Buttowski: Suburban Daredevil, Zeichentrickserie, 50 Folgen) – als Kick Buttowski
- 2010–2011: G.I. Joe: Renegades (Zeichentrickserie, 14 Folgen) – als Dr. Brian Bender, Dr. Mindbender
- 2011: Die kleine blaue Lokomotive (The Little Engine That Could, Trickfilm) – als Major
- 2011–2012: Winx Club: Exchantix (Animationsserie, 20 Folgen) … als Timmy
- 2013–2020: Coco, der neugierige Affe (Corious George, Zeichentrickserie, drei Folgen, verschiedene Rollen)
- 2013: The Wonderful 101 (Video Game) – als Wonder-Red/Arthur Wedgewood
- 2015:  Robots in Disguise (Computeranimationsserie, Folge 1x16) – als Vertebreak
- 2016–2022: Willkommen bei den Louds (The Loud House, Zeichentrickserie, sieben Folgen, verschiedene Rollen)
- 2017: Justice League Action (Animationsserie, sechs Folgen) – als Flash
- 2017: Justice League Action Short (Animationsserie, Folge 1x07–1x08) – als Flash
- 2017: Avengers – Gemeinsam unbesiegbar (Animationsserie, eine Folge) – als Howard Stark
- 2020: Scooby-Doo und wer bist Du? (Scooby-Doo and Guess Who?, Animationsserie, zwei Folgen, verschiedene Rollen)
- 2021–2023: Harriet: Spionage aller Art (Harriet the Spy, Zeichentrickserie, 17 Folgen, verschiedene Rollen)
- 2022–2023: Big Nate (Animationsserie, 21 Folgen, verschiedene Rollen)
- 2024: Haileys Mission (Hailey’s On It!, Zeichentrickserie, drei Folgen) – als Tommy D